# خاندان اوئه‌سوگی
خاندان اوئه‌سوگی (به ژاپنی: 上杉氏 Uesugi-shi) یکی از خاندان‌های سامورایی ژاپنی بود. این خاندان از تبار خاندان فوجیوارا بود و به ویژه قدرت قابل توجهی در در دوره موروماچی و دوره سنگوکو (حدود قرن چهاردهم تا قرن هفدهم) داشت.